# Sturgis (Kentucky)
Sturgis es una ciudad ubicada en el condado de Union en el estado estadounidense de Kentucky. En el Censo de 2010 tenía una población de 4.423 habitantes y una densidad poblacional de 466,47 personas por km².

## Geografía
Sturgis se encuentra ubicada en las coordenadas 37°32′46″N 87°59′15″O / 37.54611, -87.98750. Según la Oficina del Censo de los Estados Unidos, Sturgis tiene una superficie total de 4.07 km², de la cual 4.06 km² corresponden a tierra firme y (0.19%) 0.01 km² es agua.

## Demografía
Según el censo de 2010, había 1898 personas residiendo en Sturgis. La densidad de población era de 466,47 hab./km². De los 1898 habitantes, Sturgis estaba compuesto por el 89.62% blancos, el 7.85% eran afroamericanos, el 0.11% eran amerindios, el 0.11% eran asiáticos, el 0% eran isleños del Pacífico, el 0.21% eran de otras razas y el 2.11% pertenecían a dos o más razas. Del total de la población el 1.74% eran hispanos o latinos de cualquier raza.